# Oscar Dertycia
Oscar Alberto Dertycia Álvarez (Córdoba, 3 marzo 1965) è un ex calciatore argentino, di ruolo attaccante.

## Caratteristiche tecniche
Centravanti di sfondamento, aveva un buon fiuto per il gol. Era soprannominato El Tiburón (Io squalo in italiano).

## Carriera
Dertycia iniziò la carriera nell'Instituto Cordoba che lo tesserò a 10 anni.
Esordì in massima serie a 17 anni diventando subito il cannoniere della squadra. Dertycia aveva come idolo Mario Kempes, e come lui voleva giocare sempre come attaccante indossando la maglia numero 9.
Nel 1988-1989 passò all'Argentinos Juniors vincendo la classifica dei cannonieri con 20 gol all'attivo in campionato e 3 nei play-off.
Visionato nell'estate 1989 da Nello Governato, a inizio della stagione seguente approda nella Fiorentina per 2 miliardi e 200 milioni con un ingaggio triennale di 300 milioni a stagione. Il 24 gennaio 1990, sul neutro di Perugia, la Fiorentina affronta il Napoli in Coppa Italia. Dopo pochissimi minuti Dertycia, in seguito ad uno scontro, sente male al ginocchio e viene sostituito. Il dolore, che si fa sempre più intenso man mano che passano i giorni, lo costringe a farsi visitare. La diagnosi fu: distorsione al ginocchio destro con lesione del legamento crociato anteriore. Si chiusero così le porte del calcio italiano, finendo anticipatamente la stagione con 19 presenze e 4 reti all'attivo (perse la finale di Coppa UEFA 1989-1990). La sfortunata esperienza a Firenze ebbe anche conseguenze a livello personale: fisicamente divenne quasi irriconoscibile, completamente calvo a causa dell’alopecia, una malattia di origine psicologica che gli fece perdere tutti i capelli.
Non avendo ottenuto la riconferma, si trasferì in Spagna dove giocò per alcune stagioni ritrovando più volte la via del gol. La sua prima squadra spagnola fu il Cadice, con cui ottenne la salvezza, quindi si trasferì al Tenerife, dove si riscattò avendo la totale fiducia del suo allenatore suo compatriota, Jorge Valdano. All'ultima giornata della stagione 1992-93 un suo gol contribuì alla vittoria per 2-0 del Tenerife contro il Real Madrid che così fu scavalcato dal Barcellona e perse il titolo. La sua ultima squadra spagnola fu l'Albacete Balompié, quindi nel 2000 passò al Deportivo Temuco, quindi al General Paz Juniors, in cui collezionò 25 partite e 6 gol.
Concluse la carriera con la maglia della sua vecchia squadra dopo una parentesi di 3 anni in Perù nel Coopsol. In carriera totalizza più di 200 gol nei soli campionati.

## Statistiche

### Cronologia presenze e reti in nazionale
| Cronologia completa delle presenze e delle reti in nazionale ― Argentina | Cronologia completa delle presenze e delle reti in nazionale ― Argentina | Cronologia completa delle presenze e delle reti in nazionale ― Argentina | Cronologia completa delle presenze e delle reti in nazionale ― Argentina | Cronologia completa delle presenze e delle reti in nazionale ― Argentina | Cronologia completa delle presenze e delle reti in nazionale ― Argentina | Cronologia completa delle presenze e delle reti in nazionale ― Argentina | Cronologia completa delle presenze e delle reti in nazionale ― Argentina |
| Data                                                                     | Città                                                                    | In casa                                                                  | Risultato                                                                | Ospiti                                                                   | Competizione                                                             | Reti                                                                     | Note                                                                     |
| ------------------------------------------------------------------------ | ------------------------------------------------------------------------ | ------------------------------------------------------------------------ | ------------------------------------------------------------------------ | ------------------------------------------------------------------------ | ------------------------------------------------------------------------ | ------------------------------------------------------------------------ | ------------------------------------------------------------------------ |
| 2-8-1984                                                                 | Buenos Aires                                                             | Argentina                                                                | 0 – 0                                                                    | Uruguay                                                                  | Amichevole                                                               | -                                                                        | 76’                                                                      |
| 24-8-1984                                                                | Bogotá                                                                   | Colombia                                                                 | 1 – 0                                                                    | Argentina                                                                | Amichevole                                                               | -                                                                        | 46’                                                                      |
| 1-9-1984                                                                 | Berna                                                                    | Svizzera                                                                 | 0 – 2                                                                    | Argentina                                                                | Amichevole                                                               | 1                                                                        | 76’                                                                      |
| 18-9-1984                                                                | Monterrey                                                                | Messico                                                                  | 1 – 1                                                                    | Argentina                                                                | Amichevole                                                               | -                                                                        | 58’                                                                      |
| 25-10-1984                                                               | Buenos Aires                                                             | Argentina                                                                | 1 – 1                                                                    | Messico                                                                  | Amichevole                                                               | -                                                                        | 46’                                                                      |
| 28-4-1985                                                                | Asunción                                                                 | Paraguay                                                                 | 1 – 0                                                                    | Argentina                                                                | Amichevole                                                               | -                                                                        | 46’                                                                      |
| 5-5-1985                                                                 | Salvador                                                                 | Brasile                                                                  | 2 – 1                                                                    | Argentina                                                                | Amichevole                                                               | -                                                                        | 53’                                                                      |
| 9-5-1985                                                                 | Buenos Aires                                                             | Argentina                                                                | 1 – 1                                                                    | Paraguay                                                                 | Amichevole                                                               | -                                                                        |                                                                          |
| 2-6-1985                                                                 | Bogotá                                                                   | Colombia                                                                 | 1 – 3                                                                    | Argentina                                                                | Qual. Mondiali 1986                                                      | -                                                                        | 86’                                                                      |
| 14-11-1985                                                               | Los Angeles                                                              | Messico                                                                  | 1 – 1                                                                    | Argentina                                                                | Amichevole                                                               | -                                                                        | 46’                                                                      |
| 17-11-1985                                                               | Puebla                                                                   | Messico                                                                  | 1 – 1                                                                    | Argentina                                                                | Amichevole                                                               | -                                                                        | 77’                                                                      |
| 10-6-1987                                                                | Zurigo                                                                   | Argentina                                                                | 1 – 3                                                                    | Italia                                                                   | Amichevole                                                               | -                                                                        | 73’                                                                      |
| 20-6-1987                                                                | Buenos Aires                                                             | Argentina                                                                | 0 – 1                                                                    | Paraguay                                                                 | Amichevole                                                               | -                                                                        | 65’                                                                      |
| 16-12-1987                                                               | Buenos Aires                                                             | Argentina                                                                | 1 – 0                                                                    | Germania Ovest                                                           | Amichevole                                                               | -                                                                        | 87’                                                                      |
| 6-7-1988                                                                 | Adelaide                                                                 | Argentina                                                                | 2 – 2                                                                    | Arabia Saudita                                                           | Australia Bicentenary Gold Cup - 1º turno                                | -                                                                        | 58’                                                                      |
| 10-7-1988                                                                | Melbourne                                                                | Brasile                                                                  | 0 – 0                                                                    | Argentina                                                                | Australia Bicentenary Gold Cup - 1º turno                                | -                                                                        | 80’                                                                      |
| 14-7-1988                                                                | Sydney                                                                   | Australia                                                                | 4 – 1                                                                    | Argentina                                                                | Australia Bicentenary Gold Cup - 1º turno                                | -                                                                        | 63’                                                                      |
| 16-7-1988                                                                | Canberra                                                                 | Argentina                                                                | 2 – 0                                                                    | Arabia Saudita                                                           | Australia Bicentenary Gold Cup - Finale 3º posto                         | 1                                                                        |                                                                          |
| Totale                                                                   |                                                                          | Presenze                                                                 | 18                                                                       |                                                                          | Reti                                                                     | 2                                                                        |                                                                          |